# Distichopora coccinea
Distichopora coccinea är en nässeldjursart som beskrevs av Gray 1860. Distichopora coccinea ingår i släktet Distichopora och familjen Stylasteridae. Inga underarter finns listade i Catalogue of Life.